# التفكك الإلكتروني لأشعة بيتا
هو إصدار الكترون من النواة ناتج من تحول نيوترون إلى بروتون كي تصبح نسبة بين (nوz) أكثر استقرارا وهي 1_1.59، ويعبر عن هذا التفكك بالعلاقة n→p+β ومن امثلة هذا التفكك هو تفكك الكوبلت co إلى نيكل ni.